# 教科書著作権協会
一般社団法人教科書著作権協会（きょうかしょちょさくけんきょうかい、Japanese Association for the Copyrights of Textbook Publishers）は、日本の文部科学省検定済教科書に関わる著作権の管理及び許諾を行う一般社団法人である。著作権等管理事業法に基づく著作権管理団体の指定を受けている。
略称はJACTEX（ジャクテックス）。

## 概要
1965年（昭和40年）に教科書発行会社の業界団体である教科書協会の会員24社によって設立された。教科書協会と共に東京都江東区の教科書研究センター4階に事務局を置く。
事業内容は会員社が発行する文部科学省検定済教科書を二次使用した教材に対する著作物の使用許諾が中心であり、1971年（昭和46年）以降、会員出版社の教科書に対応した参考書等の出版社によって構成される業界団体の学習教材協会と協定を結んで使用許諾を行っている。ただし、JACTEXの会員が発行する教科書に掲載されている著作物であっても国語の教科書に掲載される小説や詩は日本文藝家協会の下部組織である日本文藝著作権センター、音楽の教科書に掲載される楽曲は日本音楽著作権協会（JASRAC）など別の団体が管理している場合がある。

## 会員企業
2016年（平成28年）4月現在。文部科学省検定済教科書を発行しており、教科書協会の会員となっている出版社であってもJACTEXの会員となっていない場合がある。
小＝小学校、中＝中学校、高＝高等学校。出版社名の前の数字は発行者番号。
- 2 東京書籍（小・中・高）
- 4 大日本図書（小・中）
- 7 実教出版（高）
- 9 開隆堂出版（小・中・高）
- 11 学校図書（小・中）
- 15 三省堂（小・中・高）
- 17 教育出版（小・中・高）
- 26 信州教育出版社（小）
- 27 教育芸術社（小・中・高）
- 35 清水書院（中・高）
- 38 光村図書出版（小・中・高）
- 46 帝国書院（小・中・高）
- 50 大修館書店（中・高）
- 61 新興出版社啓林館（小・中・高）
- 104 数研出版（中・高）
- 109 文英堂（高）
- 116 日本文教出版（小・中・高）
- 143 筑摩書房（高）
- 183 第一学習社（高）